# Tristramella simonis
Tristramella simonis és una espècie de peix de la família dels cíclids i de l'ordre dels perciformes.

## Subespècies
- Tristramella simonis intermedia (Steinitz & Ben-Tuvia, 1959)
- Tristramella simonis magdalenae (Lortet, 1883) Vegeu Tristramella magdalainae
- Tristramella simonis simonis (Günther, 1864)[1][2]